# Străjescu (nume)
Străjescu, Strajesco, nume de persoană răspândit în România și Basarabia. Cel mai ilustru purtător al acestui nume este Nicolae D. Strajesco (Străjescu)(1876-1952) -medic ilustru, Academician, Erou al Muncii socialiste din URSS, care provine genealogic din comuna Verejeni, Telenești.

## Străjescu, E.
- Eugen Străjescu- inginer român, profesor universitar

## Străjescu, F.
- Felicia Străjescu- poet român

## Străjescu G.
- Gheorghe Străjescu- medic-chirurg din Republica Moldova.

## Străjescu I
- Ion Gh. Străjescu - agronom din Verejeni, Telenești (n.1938- d. 2010)

## Străjescu N
- Nicolae D. Strajesco (Străjescu) (1876-1952) -medic celebru, membru al academiilor de științe din URSS și Ucraina, Erou al Muncii Socialiste din URSS